# Великое зерновое ограбление

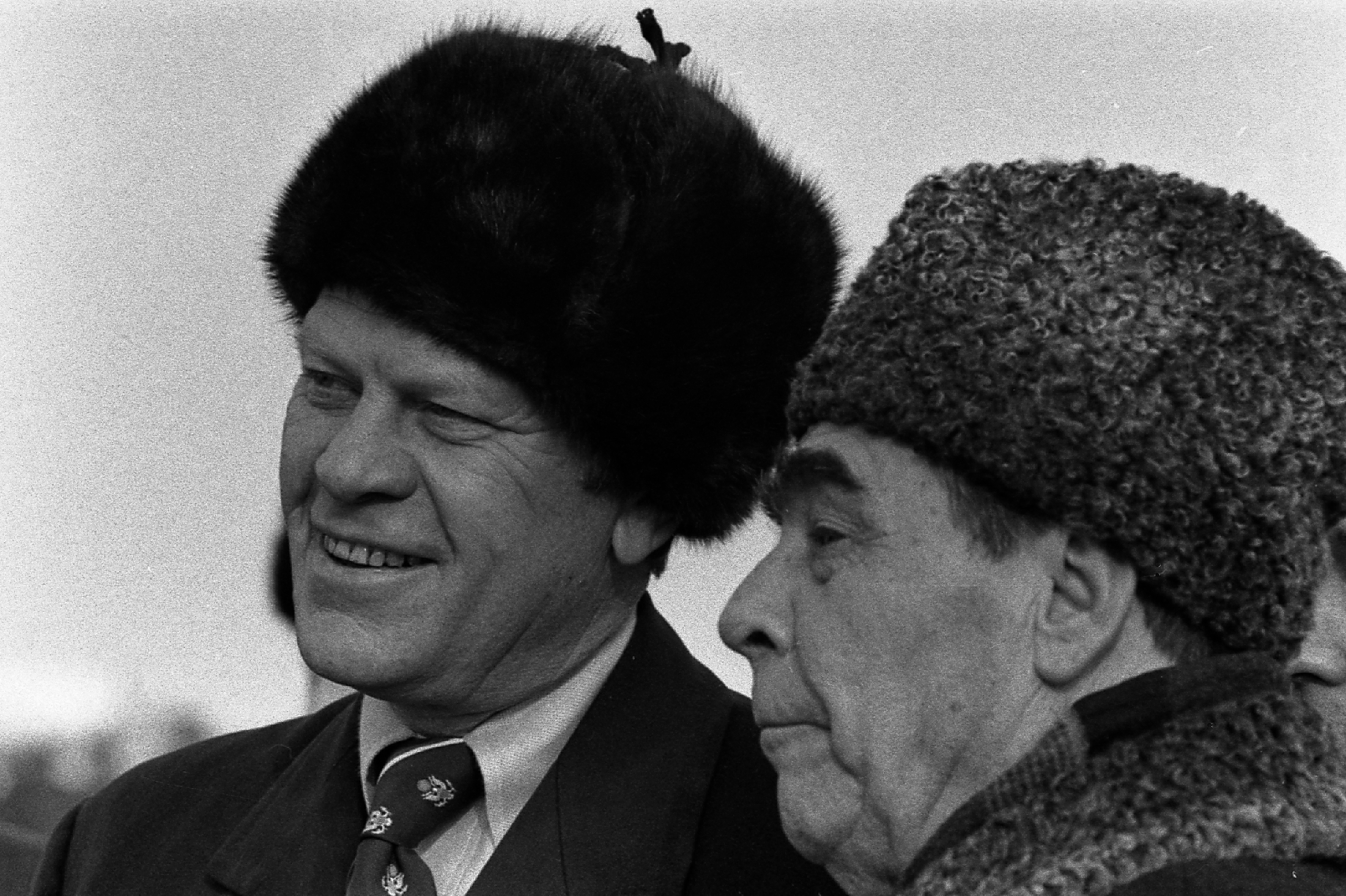
Джеральд Форд, Леонид Ильич Брежнев, Владивосток, 1974.

Великое зерновое ограбление (англ. Great grain robbery) — принятое в США название торгового соглашения о поставке зерновых в СССР в начале 1970-х годов.

## История
Неурожай в 1971 и 1972 годах вынудил Советский Союз искать зерно за границей, надеясь предотвратить массовый голод. В июле 1973 года Советский Союз закупил 10 миллионов коротких тонн зерна (в основном пшеницы и кукурузы) в Соединённых Штатах, что привело к резкому росту мировых цен на зерно. Советские переговорщики договорились о покупке зерна в кредит, но быстро превысили кредитный лимит. Американские переговорщики не осознавали, что мировой рынок зерна в дефиците, и, таким образом, субсидировали закупку, в результате чего её окрестили «Великим зерновым ограблением» (в английском языке Great Grain Robbery, игра слов со знаменитым ограблением поезда Great Train Robbery). В результате мировые цены на продовольствие выросли более чем на 30 процентов, а запасы зерна истощились.